# Аллу (коммуна)
Аллу́ (фр. Alloue) — коммуна во Франции, находится в регионе Пуату — Шаранта. Департамент — Шаранта. Входит в состав кантона Шампань-Мутон. Округ коммуны — Конфолан.
Код INSEE коммуны — 16007.

## География
Коммуна расположена приблизительно в 350 км к юго-западу от Парижа, в 65 км южнее Пуатье, в 55 км к северо-востоку от Ангулема.
Через территорию коммуны с юга на север протекает река Шаранта, а вдоль восточной границы коммуны протекает река Трансон. Есть также много прудов и небольших озёр, в основном на юго-западе коммуны.

## Население
Население коммуны на 2009 год составляло 527 человек.
| 1962 | 1968 | 1975 | 1982 | 1990 | 1999 | 2008 |
| ---- | ---- | ---- | ---- | ---- | ---- | ---- |
| 923  | 818  | 758  | 649  | 599  | 528  | 527  |

## Администрация
| Период | Период | Фамилия               | Партия | Примечания |
| ------ | ------ | --------------------- | ------ | ---------- |
| 1995   | 2001   | Люсьен Симонно        |        |            |
| 2001   | 2008   | Реймон Боссан         |        |            |
| 2008   | 2014   | Натали Виньо-Ландреви |        |            |

## Экономика
Основу экономики составляет сельское хозяйство.
В 2007 году среди 302 человек в трудоспособном возрасте (15—64 лет) 209 были экономически активными, 93 — неактивными (показатель активности — 69,2 %, в 1999 году было 58,9 %). Из 209 активных работали 193 человека (112 мужчин и 81 женщина), безработных было 16 (9 мужчин и 7 женщин). Среди 93 неактивных 25 человек были учениками или студентами, 38 — пенсионерами, 30 были неактивными по другим причинам.

## Достопримечательности
- Церковь Нотр-Дам (XII—XIII века). Исторический памятник с 1929 года[3]
- Поместье Вернь, известно как дом Марии Казарес (XV век). Исторический памятник с 2002 года[4]

## Фотогалерея
- Церковь Нотр-Дам
- Интерьер церкви Нотр-Дам
- Мэрия
- Поместье Вернь